# Buluggin ibn Ziri
Abul-Futuh Sayf ad-Dawla Buluggin ibn Ziri (zm. 984) – pierwszy władca z dynastii Zirydów w Ifrikiji w latach 972-984.
Buluggin ibn Ziri już w trakcie namiestnictwa swego ojca Ziriego ibn Manada sprawował odpowiedzialne funkcje, kiedy to założył miasta Algier, Miliana i Al-Madijja. Po śmierci Ziriego w bitwie z berberyjskimi buntownikami, Buluggin został namiestnikiem Algierii. Pokonał berberyjskie plemiona Zenata, a wielką liczbę jeńców przesiedlił do Asziru.
Gdy Fatymidzi przenieśli swą siedzibę z Al-Mahdijji do Egiptu, Buluggin ibn Ziri został wyznaczony przez kalifa Al-Mu’izza wicekrólem Ifrikiji ze stolicą w Kairuanie. Fatymidzi zabrali ze sobą do Egiptu skarbiec i flotę, więc najważniejszą sprawą dla Zirydów stało się umocnienie ich władzy. Jednakże utrata floty oznaczała utratę kontroli nad Kalbidami na Sycylii. Buluggin przesunął się w kierunku Atlantyku w czasie kampanii w Maroku, gdzie walczył przeciwko plemionom Bargawata. Jednakże twierdze Ceuta i Tanger zachował Kalifat Kordoby.
Buluggin zmarł w 984 podczas powrotu z wyprawy. Jego następcą został jego syn Al-Mansur ibn Buluggin (984-995).